# Боровичка
Боровичка (словац. Borovička) — словацький алкогольний напій, подібний до джина, що виготовляється повторною дистиляцією зернового спирту, настояного на ягодах ялівцю звичайного (словац. Borievka obyčajná, лат. uniperus communis). Міцність — від 37 % до 55 %.
Мінімальна міцність відповідно до законодавства Словаччини становить 37,5° градусів. В промисловості боровичку випускають міцністю 40° градусів.

## Історія
Походження боровички сягає XVI століття, коли цей напій почали виробляти в комітаті Ліптов Габсбурзької монархії на півночі Словаччини. Її експортували в Австрійській імперії до Відня та Будапешта. На південь імперії транспортування відбувалось плотами по річці Ваг.

## Виробництво

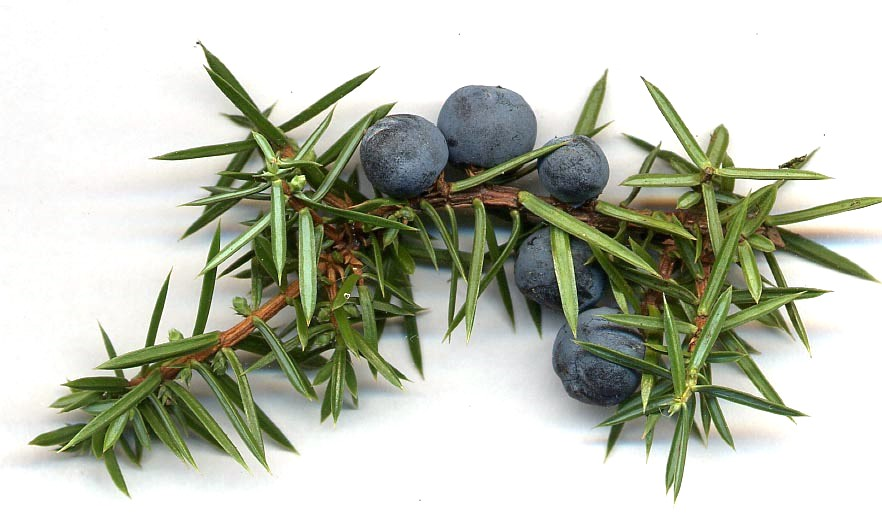
Ягоди ялівцю

Існує два погляди щодо способу виготовлення боровички. За першим вона готується шляхом потрійної дистиляції зернового сусла, а потім настоюється певний проміжок часу з ягодами ялівцю.
Другий спосіб передбачає, що боровичку спочатку готують на суслі з переброджених товчених ялівцевих ягід шляхом потрійної перегонки.
Розтерті свіжі й стиглі плоди чорного ялівцю додають до дробленого, солодованого ячмінного зерна, заливають теплою водою і лише тоді залишають бродити. Ялівцю при цьому беруть чверть або третину від загальної ваги сухої маси. За 7–10 днів дозріває змішана ячмінно-ялівцева брага, яку переганяють тричі на класичних мідних аламбіках.
Отриманий результат з міцністю від 35° до 50° градусів витримують два-три місяці та розливають у пляшки. Нормалізація — доведення міцності до 40° градусів не практикується. Іноді напій додатково витримують два-три роки в невеликих (до 100 літрів) дубових бочках,  яка не буває міцніше 40° градусів.
Оригінальна спішська боровичка (словац. Spišská Borovička) виробляється компанією GAS Familia у Старій Любовні. З цим напоєм у 2007 році компанія історично дотримувалася рецептури винокурних заводів, починаючи з 1797 року. Виняткові властивості цього традиційного аперитиву оцінила Європейська комісія, яка вирішила надати захищене географічне зазначення для спішської боровички зі Старої Любовні.
У Чехії випускається у Візовіце.

## Вживання
Використовується як аперитив. Часто вживають його у чистому та охолодженому вигляді. Також вживають з лимонним соком, соком лайма чи з тоніком. У XXI столітті його домішують до коктейлів, замінюючи джин.